# Ambroise Henry Arnould
Ambroise Henry Arnould (1757-1812) est un économiste et homme politique français.

## Biographie
Il naît à Paris le 26 mars 1757. Il fait ses études à Dijon, puis il revient à Paris où il s'occupe d'économie politique et de questions financières.
Partisan modéré de la Révolution, il est en 1791 sous-directeur du bureau de la Balance et du Commerce, quand il publie un ouvrage remarqué Relations commerciales de la France dans toutes les parties du globe.
En l'an III, il s'attache, dans une nouvelle brochure intitulée Point de terrorisme contre les assignats, à démontrer l'utilité de l'émission de ce papier-monnaie. Ayant pris parti après le 9 thermidor contre la Convention nationale, il est mêlé à l'insurrection du 13 vendémiaire an IV. Obligé de fuir, il reprend ses études économiques et publie encore un ouvrage sur le Système maritime et politique des Européens pendant le XVIIIe siècle. Il y propose de faire de Paris une ville maritime afin d'égaler les forces navales de la France à celles de l'Angleterre.
Élu le 26 germinal an VI par le département de la Seine député au Conseil des Anciens, il y fait partie de la commission des finances. Il est chargé de plusieurs rapports sur le commerce, l'administration, etc. et appuie le rétablissement de l'impôt sur le sel. Il contribue au rappel de la loi des neutres, rappel qui, en réponse à la conduite du gouvernement anglais, lequel n'en avait jamais tenu compte, ordonne la saisie en mer des bâtiments de commerce des nations qui s'étaient déclarées neutres. 
En l'an VII, il sort du Conseil des Anciens, et entre, toujours comme représentant de Paris, au Conseil des Cinq-Cents. Il y concourt au renversement du Directoire et à l'établissement du Consultat. 
Bonaparte l'appelle à faire partie le 19 brumaire an VIII de la Commission législatrice intérimaire qu'il forma après son coup d'État. C'est lui que le premier consul charge de demander en faveur de Sieyes la dotation du domaine de Crosne comme récompense nationale. Il est encore l'auteur d'un long rapport sur les moyens de relever le crédit public. 
Son zèle lui vaut une place au Tribunat lors de sa création le 4 nivôse an VIII. Il est secrétaire de cette assemblée, et en cette qualité, fait partie de la commission chargée d'examiner la motion de Curée en faveur de l'établissement du régime impérial. Dans la discussion qui a lieu sur ce grave sujet, Arnould combat avec beaucoup de vivacité et d'aigreur l'opinion de Carnot qui y est opposé. Le débat dégénère presque en altercation. Comme orateur du Tribunat, il soutient devant le Corps législatif divers projets importants sur les finances. 
Après la suppression du Tribunat, il est nommé conseiller-maître à la Cour des comptes. Chevalier de la Légion d'honneur, le 25 prairial an XII, il est fait chevalier de l'Empire en mai 1808.
Il meurt à Paris le 4 juillet 1812.

## Écrits
- Relations commerciales de la France dans toutes les parties du globe
- Point de terrorisme contre les assignats, an III.
- Système maritime et politique des Européens pendant le dix-huitième siècle, fondé sur leurs traités, Paris, an V, in-8°.
- Histoire générale des finances depuis le commencement de la monarchie, pour servir d'introduction au budget annuel

## Sources
- « Arnould (Ambroise-Henry, Chevalier) », dans Adolphe Robert et Gaston Cougny, Dictionnaire des parlementaires français, Edgar Bourloton, 1889-1891 [détail de l’édition]

- Ressources relatives à la vie publique :   - Dictionnaire biographique des magistrats de la Cour des comptes (1807-1947)
  - Base Sycomore
- Ressource relative à la recherche :   - Isidore
- Notices d'autorité :   - VIAF
  - ISNI
  - BnF (données)
  - IdRef
  - LCCN
  - GND
  - Belgique
  - Pays-Bas
  - NUKAT
  - WorldCat